# Кучеренко, Юрий Юрьевич
Ю́рий Ю́рьевич Кучере́нко (род. 16 июля 1975, Новогродовка, Донецкая область) —  Депутат Верховного совета Приднестровской Молдавской Республики VI и VII созывов. Председатель Правления ЗАО Агропромбанк

## Биография
Юрий Кучеренко родился 16 июля 1975 года в селе Новогродовка, Донецкая область. По национальности русский.
В 1992 году окончил Тираспольскую среднюю школу № 18 и поступил на экономический факультет ПГКУ. В 1997 году окончил университет по специальности «бухгалтер-экономист».
В 1998 году проходил службу в рядах Вооружённых сил ПМР.
В конце 1998 года начал трудовую деятельность в ЗАО «Агропромбанк», где прошёл карьеру от специалиста валютного управления до председателя правления ЗАО «Агропромбанк».
В 2001 году поступил в Академию экономического образования Молдавии, которую в 2004 году закончил по специальности «банки и биржи».
В 2006 году был награждён Почётной грамотой Президента ПМР, в 2011 году — медалью «За трудовую доблесть».
В 2015 году был избран депутатом Тираспольского городского Совета народных депутатов. В апреле 2017 года избран депутатом Верховного Совета Приднестровской Молдавской Республики по избирательному округу № 2 «Мемориальный». Работал в Комитете по экономической политике, бюджету и финансам Верховного Совета ПМР VI созыва.
В 2020 году избран депутатом Верховного Совета VII созыва по избирательному округу № 2 «Мемориальный».
Женат, воспитывает троих сыновей.